# Sinistra Unita (San Marino)
Sinistra Unita è  stato un partito politico sammarinese, nato come coalizione il 2 agosto 2006 e come partito nel 2012 dalla fusione di Rifondazione Comunista Sammarinese con il Partito della Sinistra - Zona Franca. 
Ha celebrato il suo primo Congresso il 23 e 24 gennaio 2015 in cui si è sancita definitivamente l'unione delle due parti fondative. 
Il titolo del Congresso è "La Forza delle Persone e delle Idee".
Dal Congresso sono stati eletti il Presidente di Sinistra Unita, Gastone Pasolini e il Coordinatore di Sinistra Unita, Vanessa D'Ambrosio. Il Consiglio Direttivo è formato da 30 persone. 
Dal 2016 è impegnata in Sinistra Socialista Democratica  per creare il Partito che racchiude la storia e le esperienze migliori della sinistra e del socialismo sammarinese. Alle elezioni del 2016 Sinistra Socialista Democratica si è presentata come lista unica.

## Storia
Sinistra Unita nasce dall'incontro tra Rifondazione Comunista e Zona Franca. Dopo un patto federativo, le due parti sono confluite nel progetto politico di Sinistra Unita, appunto. 
È un partito di sinistra progressista, che si è presentato alle  Elezioni politiche del 2006 ha raccolto 1 911 voti (l'8,67% delle preferenze), conquistando 5 seggi al Consiglio Grande e Generale. È quindi entrata nella maggioranza di governo, insieme al Partito dei Socialisti e dei Democratici e all'Alleanza Popolare dei Democratici Sammarinesi, ottenendo due suoi rappresentanti nel Congresso di Stato (il Governo della Repubblica):
- Francesca Michelotti, Segretario di Stato alla Pubblica Istruzione, agli Istituti Culturali, all'Università e agli Affari Sociali.
- Ivan Foschi, Segretario di Stato alla Giustizia, ai rapporti con le Giunte di Castello, all'Informazione e alla Pace.

Alle elezioni politiche del 2008 ha aderito alla coalizione di centrosinistra Riforme e Libertà assieme al Partito dei Socialisti e dei Democratici e al Movimento dei Democratici di Centro raccogliendo 1 797 voti pari all'8,57% (-0,1% rispetto alle elezioni del 2006), mantenendo inalterata la propria rappresentanza nel Parlamento sammarinese, ma passando all'opposizione.
Alle elezioni politiche del 2012 si è presentata insieme al movimento Civico10 nella coalizione Cittadinanza Attiva; ha ottenuto il 9,1% dei voti, conquistando nuovamente 5 seggi in parlamento.
Alle elezioni politiche del 2016  si è presentata nella lista unica di Sinistra Socialista Democratica (SSD), che si è attestata come primo partito della sinistra sammarinese. 
Il 10 novembre 2017 il partito si scioglie e confluisce nel nuovo partito Sinistra Socialista Democratica.

## Risultati elettorali
| Elezione       | Voti  | %    | Seggi  |
| -------------- | ----- | ---- | ------ |
| Politiche 2006 | 1 911 | 8,67 | 5 / 60 |
| Politiche 2008 | 1 797 | 8,57 | 5 / 60 |
| Politiche 2012 | 1 808 | 9,14 | 5 / 60 |